# Calicium sequoiae
Calicium sequoiae је крстолики лишај који је пронађен само на старим стаблима црвеног дрвета у Калифорнији. То је врста стрнишастог лишаја (род Calicium) у породици Caliciaceae.‍:234 Апотеција је премазана белим прахом (пруиноза).‍:234 Необичне споре имају спиралне гребене.‍:234

## Реакција на хемијске тестове
Талус реагује на хемијске тестове као К + жуто, П + наранџасто, а апотеција реагује на И + плава.‍:234